# Crònica d'Espanya
Crònica d'Espanya es el nombre dado a la adaptación catalana escrita entre 1267 y 1268 de la obra De rebus Hispaniae del arzobispo de Toledo Rodrigo Ximénez de Rada. La adaptación se ha atribuido a Pere Ribera de Perpinyà, atribución puesta en duda actualmente. De esta traducción, que fue interpolada, adaptada y ampliada, se conservan siete manuscritos en catalán y latín. Las interpolaciones atribuidas a Pere Ribera tienen como fuente la Historia Romanorum y la Historia Arabum, también del arzobispo Rodrigo Ximénez de Rada, un Pasionario hispánico, el Cronicón de Moissac, el Codex Calixtinus, la Gesta comitum barchinonensium y los recuerdos personales del monje, que añadió los sucesos comprendidos entre 1243 y 1266. Su influencia se advierte en el anónimo Flos mundi de hacia 1407.